# Riconoscimento della scrittura

Inchiostro digitale e OneNote su un Tablet PC HP Compaq tc1100. Grazie al motore di riconoscimento integrato in Windows, l'inchiostro digitale può essere trasformato in "testo battuto a tastiera".

Per riconoscimento della scrittura si intende una funzionalità presente specialmente nei PDA, nei tablet PC e nei computer dotati di tavoletta grafica, che permette all'utente di trasformare immagini o inchiostro digitale in "testo battuto a tastiera".

## Storia
I prodotti commerciali che incorporano il riconoscimento della scrittura in sostituzione di input da tastiera sono stati introdotti nei primi anni 1980. Gli esempi includono terminali di scrittura a mano come il Penpad Pencept e la Inforite point-of-sale terminal.
Con l'avvento del mercato di largo consumo per personal computer, molti prodotti commerciali ha cercato soluzioni per sostituire la tastiera e il mouse su un personal computer con un unico sistema di "puntamento & scrittura", come in PenCept, CIC  e altri. Il primo tablet PC con questo tipo di interfaccia disponibile in commercio è stato il GRiDPad della ditta GRID, uscito nel settembre 1989. Il suo sistema operativo è basato su MS-DOS.
Nei primi anni 1990 alcuni produttori di hardware, tra i quali NCR, IBM e EO, produssero tablet PC col sistema operativo PenPoint, sviluppato da GO Corp; PenPoint utilizzava il riconoscimento della scrittura e dei gesti e forniva gli strumenti necessari ai software di terze parti. Il Tablet PC di IBM fu il primo a usare il nome ThinkPad e usò il sistema di riconoscimento della scrittura di IBM, il quale  successivamente fu trasferito in Windows for Pen Computing di Microsoft. Questi prodotti non ottennero successo commerciale.
Successivamente con il progredire delle performance questo sistema fu inserito nei palmari PDA, tra cui il primo fu l'Apple Newton, che non fu un successo commerciale a causa della inaffidabilità del software. Dopo l'interruzione dell'Apple Newton, la funzione è stata trasferita su Mac OS X 10.2 e successivi in forma di Inkwell.
Nel 2009 con Windows 7 il riconoscimento della scrittura ha subito un ulteriore miglioramento, raggiungendo un'affidabilità quasi totale.

## Accorgimenti
I vari produttori e sviluppatori danno diverse soluzioni per migliorare il riconoscimento della scrittura:
- Personalizzazione del riconoscimento della scrittura: immettere alcuni campioni di scrittura, in modo che gli algoritmi di riconoscimento si adattino meglio allo stile dell'utilizzatore.
- Arricchire il dizionario: aggiornando il dizionario il sistema ha una maggiore quantità di soluzioni ai diversi input che riceve.
- Uso naturale della penna e del Tablet PC: in modo da ottenere una grafia più naturale e migliorare così il riconoscimento.
- Impostare la mano utilizzata
- Controllo delle tarature per schermo e penna
- Utilizzo dei comandi per i caratteri speciali: mentre si scrive si può premere determinati tasti per avvertire il software che si stanno immettendo dei caratteri speciali o una particolare combinazione.